# Тіса (Прахова)
Тіса (рум. Tisa) — село у повіті Прахова в Румунії. Входить до складу комуни Синджеру.
Село розташоване на відстані 79 км на північ від Бухареста, 31 км на північний схід від Плоєшті, 137 км на захід від Галаца, 80 км на південний схід від Брашова.

## Населення
За даними перепису населення 2002 року у селі проживала 751 особа, усі — румуни. Усі жителі села рідною мовою назвали румунську.